# Mesterséges koponyatorzítás

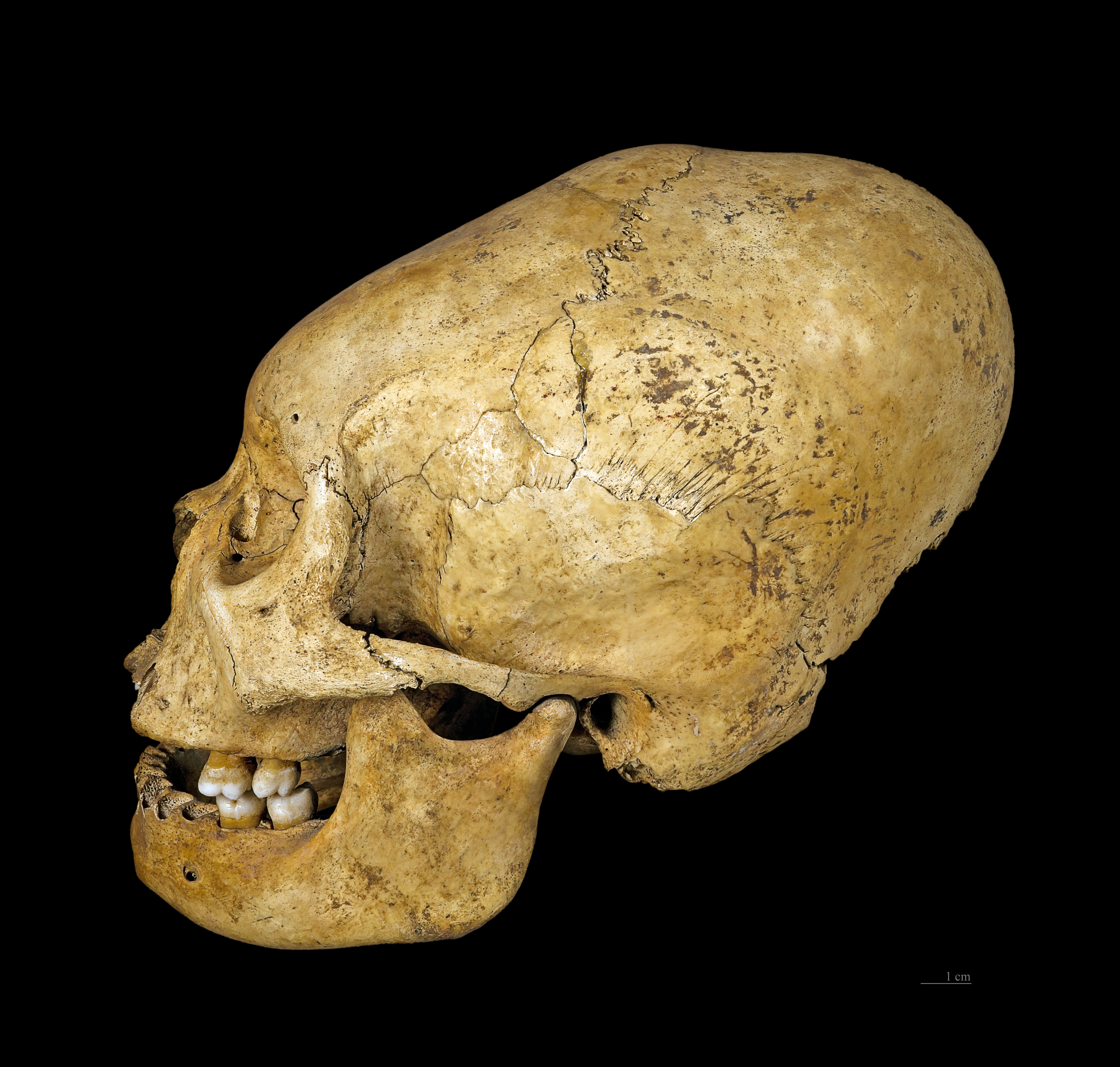
Torzult koponya

A mesterséges koponyatorzítás a testmódosítás egyik formája, aminek lényege, hogy a fejet kisbabakorban szándékosan formálják. Ezt meg kell különböztetni a koponya természetes eredetű torzulásától, aminek több oka lehet. A torzításhoz tartós és folyamatos erő szükséges, ami a koponya növekedését bizonyos irányokba korlátozza. Ezek között lehetnek lapított, kúpos, kerekded vagy megnyúlt formák. Általában egy hónapos kortól hét hónapos korig végzik.
Már az ókori görögök is találkoztak mesterségesen torzított koponyákkal, de Hippokratész még ezt a tulajdonságot öröklődőnek tartotta. A nagy áttörést 1891-ben Rudolf Virchow hozta, azzal, hogy felismerte, a mesterséges koponyatorzítás nem öröklődik, a természetes torzulások viszont lehetnek örökletesek.

## Története
A mesterséges koponyatorzítás végigkíséri a történelmet. Számos, időben és korban elkülönülő kultúrában gyakorolták, és egyes helyeken még ma is végzik, előfordul például Vanuatun.

### A mesterséges koponyatorzítás legrégebbi leletei

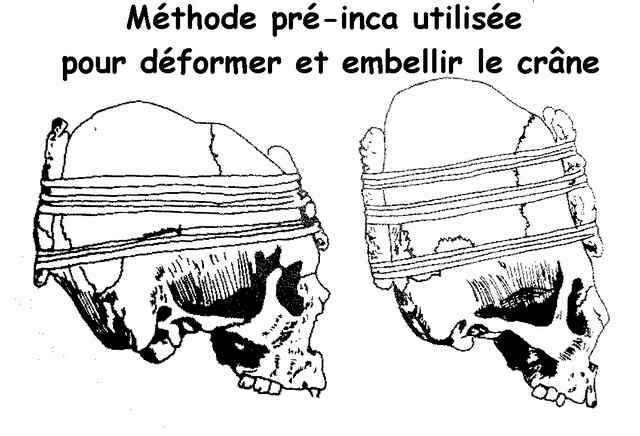
Elő-inka koponyatorzítási módszer

A legrégebbi (45-55 ezer éves), valószínűsíthetően mesterségesen torzított lelet Shanidarból került elő. Ezt a neandervölgyi koponyát morfológiája ellenére sokan mégsem tartják mesterségesen torzítottnak, mondván, a neandervölgyieknek nem volt ehhez eléggé kifinomult az életstílusuk.
A legrégebbi, biztos mesterséges torzítást Nacurrie-ben (Ausztrália) találták meg. Ez a körülbelül 11 500 éves koponya jól mutatja a mesterséges koponyatorzítás számos jellegzetességét: hosszú, lapos homlokcsont (os frontale), kifejezett homlokdudor (eminentia prebregmatica), szimmetrikus parasagittalis depressiok, post coronalis depressio, hosszú, lapos halántékcsont (os occipitale).
Az első példák az újkőkorból származnak, 11 ezer évvel ezelőttről, az iraki  Shanidar barlangból, és Délkelet-Ázsiából.
A legrégibb feljegyzések Hippokratésztól maradtak ránk Kr. e. 400 körülről, aki a makrokefál népről írt.

### Európában

Fiatal, valószínűleg alán nő koponyája

Eurázsiában is elterjedt szokás volt a koponya mesterséges formálása. Sokan egy feltételezett archaikus civilizációra vezetik vissza. Csak annyi bizonyos, hogy a koponyatorzítás szokása Iránból érkezett a Kaukázusba (i. e.: 500), ahol máig is fennmaradt. Európába a hunok közvetítésével érkezett, akik Ázsiában egy ideig iráni befolyás alatt álltak. A hunok sok népet Európába nyomtak, sokakat beolvasztottak (a történetírók „hunok” elnevezése őket is tartalmazza), és a hunok bukása után szétterjedtek Európában.
Franciaországban  Toulouse környékén a gyakorlat szórványosan egészen a huszadik század elejéig fennmaradt, ami azonban egy egészségügyi védőintézkedés mellékhatása volt. A parasztok a baba fejére bandeau-t tettek, ami egy szorosan bekötött és kitömött fejfedő volt a fej védésére. A kutatók sajnálták ezeket a gyerekeket, mivel azt feltételezték, hogy ez a régi szokás csökkenti az intelligenciájukat.  Franciaországon kívül Oroszország egyes vidékein, a Kaukázusban és Skandináviában kötözték be szorosan a kisbaba fejét.

### AKárpát-medencemesterségesen torzított koponyái
A mesterséges koponyatorzítás Magyarországon sem kizárólag egy nép és egy kultúrkor sajátossága. A legrégibb torzított koponya a tököli bronzkori temető 23. sírjából került elő. A hunok mellett az alánok is gyakorolták ezt a szokást. Ettől a két néptől aztán mások is átvették, gepidák, osztrogótok, herulok, burgundok és rugiak. Ellenben a nyugati germánoknál többnyire megmaradt a természetes fejforma.  A legtöbb torzított koponya a korai népvándorláskorból származik, a gót-alán periódusból (Keszthely-Fenékpuszta) és gepida temetőkből (Kiszombor, Biharkeresztes-Ártánd, …) került elő. A gepida törzseknél a torzítást nem egy kiváltságos vezér-, vagy sámán-család gyakorolta, hanem az sok családban szokás volt. Valószínű, hogy a torzítás inkább a kisfiúkon volt szokás elvégezni, de találtak néhány torzított női koponyát is. Megállapítható, hogy torzításra két pólyát alkalmaztak. A szélesebb főpólya a homlokról a halántékon át a nyakszirthez haladt, és körkörösen vette körül a fejet, a mellékpólya pedig a fejtetőt nyomta le kissé. Torzításuk az occipito-frontalis (vagy más néven fronto-occipitalis) torzítások csoportjába tartozik. A VI. sz.-ra a koponyaformálás enyhébbé és általánosabbá vált, módjában is változott (lazább kötözést használtak, és „idősebb” korban), majd kiment a divatból.

### Amerikában

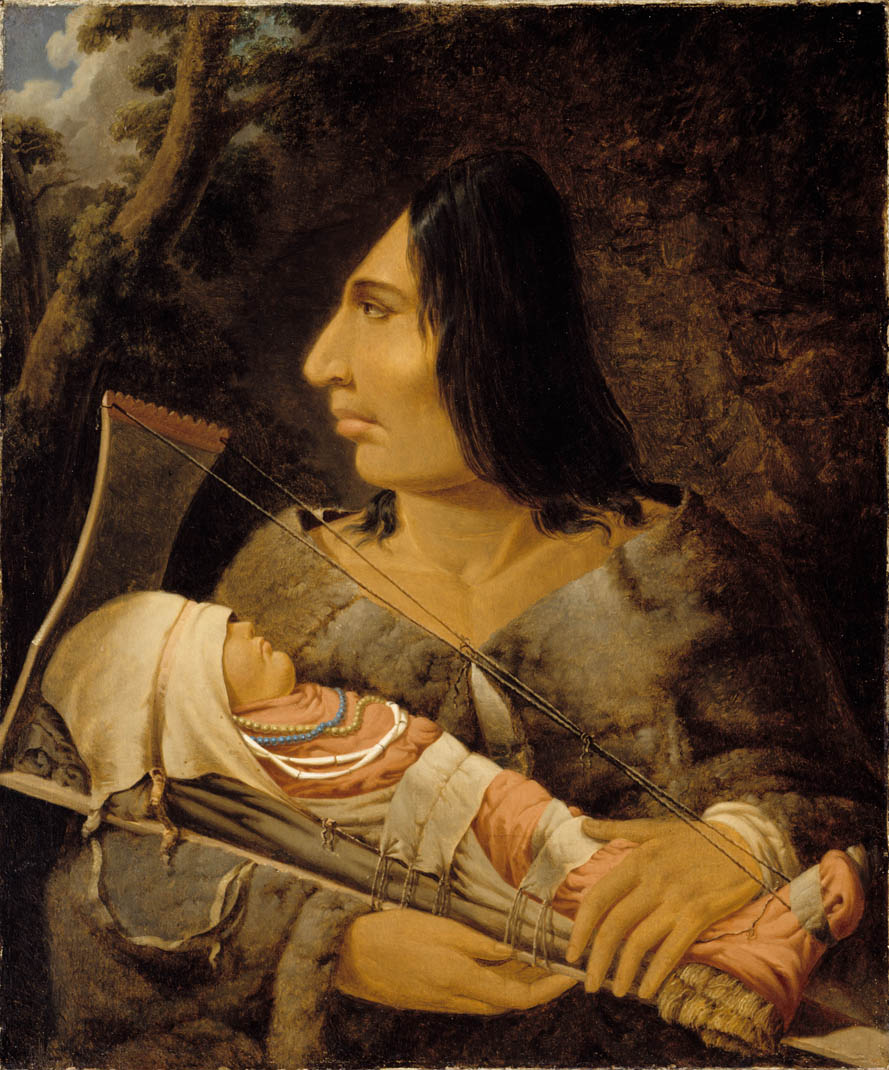
Paul Kane festménye, egy csinuk anyával és kisbabájával. A kisbaba pólyáján láthatóak a formálásra használt eszközök, és az anya fejformáján a végeredmény

Amerikában a koponyatorzítás az inkák, a maják és néhány észak-amerikai nép szokása volt. Speciálisan, Észak-Amerikában északnyugaton a csinukoké, délkeleten a csaktóké. A laposfejű indiánok nem végeztek koponyatorzítást, szemben a többi salish törzzsel, akik kerekebbé formálták csecsemőik fejét. A csinukok, csaktók,  csehaliszok, nooksackok a baba fejének rögzítésével ellapították a homlokot. A Bahamák őslakosainál is gyakorlat volt.

### Ausztrália és Óceánia
Ausztrália őslakosai is végeztek mesterséges koponyatorzítást. Friedrich Ratzel 1896-ban jelentette, hogy a koponyatorzításnak két fajtája, a homlok lapítása és a hosszanti tengely megnyújtása is elterjedt Tahiti, Szamoa, Hawaii szigetein, és a Paumotu-szigetcsoporton. A leggyakoribb  Mallicollon volt (Új-Hebridák, ma  Malakula, Vanuatu), ahol különösen laposra formálták a fejet.

## A mesterséges koponyatorzítás elkülönítése, főbb típusai

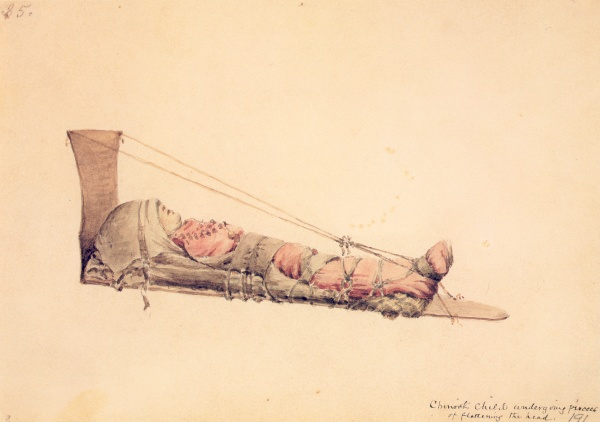
Chinook indián gyermek koponytorzítás alatt - Paul Kane helyszíni vázlata 1848 és 1853 között készült.

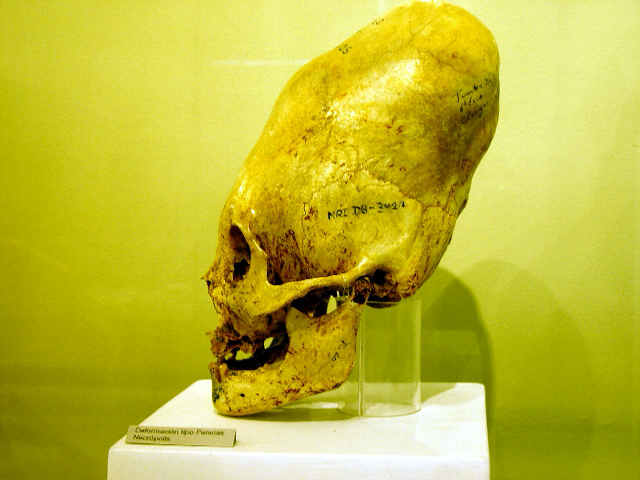
Torzított koponya, melynek agytérfogata min. 1800 cm³

Az anatómusok csak fokozatosan ismerték fel a mesterséges koponyatorzítás tényét. Ennek az az oka, hogy a mesterségesen torzított koponyák hasonlítanak a természetes módon torzultakhoz, és néhány esetben egyes tulajdonságaik összekeverhetőek más rasszok elemeivel.
A földbe temetett csontok viszonylag sok esetben post mortem deformálódnak. A sírban található mikroklíma és a talaj összetétele gyakran kedvező körülményeket teremt a koponya akár bőrszerűvé puhulásának. A puha koponyát a föld nyomása változatos formájúvá alakíthatja. Az így torzult koponyák viszont szinte mindig erősen aszimmetrikusak, ellentétben a szimmetrikus mesterségesen torzítottakkal, és kúp alakú fejforma természetes kialakulása is nagyon valószínűtlen.
A patológiás formák elkülönítése nehezebb feladat, de a korai varrat összecsontosodás során fellépő csont-anomáliák jól feltárt területei az orvostudománynak. Probléma lehet viszont az, hogy a csecsemő fejére kifejtett mesterséges nyomás is okozhat korai varrat összecsontosodást (a sutura metopica viszont a mesterségesen torzított koponyákon megmaradhat), ami tovább fokozza a deformációt, azonban ezeken a koponyákon az összecsontosodás jelei hamarabb mutatkoznak.
A Közép-Európába keletről érkező népek azonosításakor nagyon sok félreértelmezés született. Nem ismerték fel a torzítás okozta változásokat. Az erős körkörös kötések az orrtövet laposabbá, szélesebbé, az arcot előreugróvá {prognath}, a járomívet {arcus zigomaticum} pedig kiállóbbá teszik. Így az egész fej mongoloid benyomást kelt. Az újra vizsgálatok sok „mongoloidot” átminősítettek.
Mesterséges koponyatorzítást a születés utáni néhány hetes kortól három hónapos korig kell megkezdeni, mert a koponya ekkor még „könnyen” alakítható. Addig végzik, amíg ki nem alakítják a kívánt formát, vagy amíg a gyereknek nem sikerül elérnie, hogy vegyék le róla a kényelmetlen eszközöket, amelyeket akár évekig viselnie kell. Torzításra sokféle eszközt használtak (torzító bölcső, szorító pólya csont vagy deszka lappal, vagy anélkül, satuk, kötések), és az is előfordult, hogy mindennapos ruhadarab (fejkendők, szoros sapkák) okozta a torzulást.
Nincs egységes rendszer a torzításokra, így minden kutató kidolgozta saját rendszerét. E.V. Zhirov három típust írt le: kerek, fronto-occipitalis és sagittalis az Európában és Ázsiában szokásos típusokra.
Két fő típusa:
1. Antero-posterior lapítás {Chamaecephalia}
2. Occipitalis lapítás {Hypsicephalia}

Mindkét esetben brachicephal koponya a végeredmény. A képződött koponyaalak nagyban függ a torzítás módjától, erősségétől, a megkezdés idejétől és természetesen aszerint is változik, hogy milyen volt az eredeti rassz típusa.

## A mesterséges koponyatorzítás okai és következményei

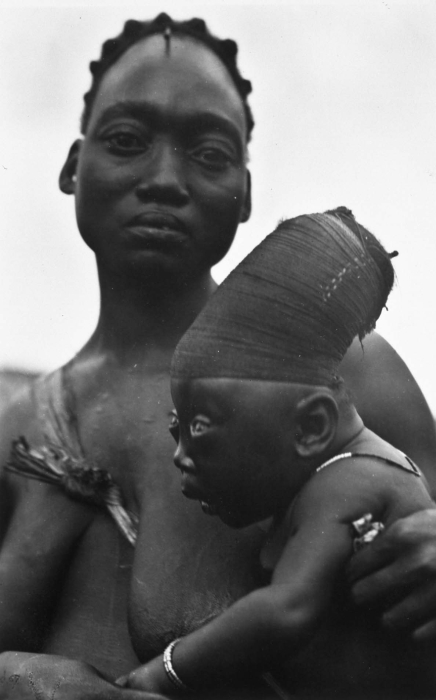
Mangbetu anya csecsemőjével 1929 és 1937 között Kongóban. Tropenmuseum, Amszterdam

Az emberi test szándékos módosítása széles körben elterjedt kulturális jelenség, melynek két fő csoportja ismert:
1. rituális
2. divat jellegű

A mesterséges koponyatorzítás a második csoportba tartozik. A testmódosítás személyes esztétikai érzékre utal, melyből társadalmi rétegződésre következtethetünk. Akár előnyös tulajdonságok kialakítását is remélhették a torzítástól.
Egy modern elképzelés szerint a hovatartozást jelölte, akár néphez, törzshöz tartozást, akár társadalmi helyzetet. A majáknál ezek a tényezők kulcsszerephez jutottak. A Tomman-szigeten a nahaiok között, és  Malakula dél-délkeleti részén az volt a vélemény, hogy akinek hosszirányban megnyúlt a feje, az magasabb rangú, okosabb, és közelebb áll a szellemvilághoz.
Történetileg úgy gondolták, hogy a divatot az indította el, hogy a szülők azt akarták, hogy gyerekük hasonlítson azokra, akiknek természettől fogva hosszú volt a fejük. Rivero és Tschudi elemzett egy múmiát, amiben egy hosszú fejű magzat volt. A múmiát Huichay-ben találták, két league-re Tarmától.  D’Outrepont, a szülészet szaktekintélye szerint a magzat hét hónapos volt. A perui huanca népességhez tartoztak.
P.F. Bellamy hasonló megfigyelést tett két csecsemő koponyájáról, amiket a Captain Blankley Angliába vitt, és a Devon and Cornwall Natural History Societynek adományozott 1838-ban. Bellamy szerint egy fiúról és egy lányról volt szó, az egyik nem volt idősebb néhány hónaposnál, a másik egyévesnél.   Nem találta rajtuk a mesterséges koponyatorzítás jeleit; az agykoponya nagy csontjainak arányai és az occipitalis csont síkjának iránya természetes volt, továbbá a koponyák közelében nem találtak koponyatorzítás végzésére alkalmas eszközöket. Ugyanarról a vidékről származó felnőtt koponyákat is vizsgált, amelyek szintén torzítatlanok voltak.
Pentland 1834-ben vizsgált felnőtt koponyákat, amiket 1827-ben Bolíviában, a Titicaca-tó közelében ástak ki. Ő arra következtetett, hogy természettől fogva hosszúak, és egy mára kihalt emberfajtához tartoztak.
Sokan kutatták, hogy a mesterséges koponyatorzításnak a torzítottra nézve vannak-e hátrányos élettani következményei. Feltételezik, hogy mind az intelligenciára, mind a látásra negatívan hat, de ezek egyike sem bizonyított. Az viszont bizonyítható, hogy a koponya egyes részein torzítás esetén gyakrabban lép fel nagymértékű osteoporosis (csontritkulás), a fogak állománya gyengébb, nagyobb mértékű a fogkopás és a szuvasodás. Az is tény, hogy a csecsemők nehezen viselik a szoros kötéseket, satukat.

## Egyéb
A mesterséges koponyatorzítás kutatásának eredményeit az orvostudomány felhasználja a deformált fejjel született csecsemők gyógykezelésében.
Dél-Amerikában talált torzított koponyák agytérfogata átlagosan 1800–2000 cm³, de a legnagyobbak 2200 cm³ körüliek. Manapság az átlagos agytérfogat 1400–1500 cm³. Perui minták vizsgálata alapján a torzított és a nem torzított koponyák átlagos agytérfogata között nem volt szignifikáns különbség.

## Külső hivatkozások
- kollokviumi anyag paleopatologiából az ELTE BTK régészhallgatói számára
- Bernert Zsolt: Torz koponyák / Sírásók naplója régész blog (2009)
- Józsa László DSc: Betegségek, kóros állapotok ábrázolása egyiptomi alkotásokon

## Fordítás
Ez a szócikk részben vagy egészben  az   Artificial cranial deformation című angol Wikipédia-szócikk fordításán alapul.  Az eredeti cikk szerkesztőit annak laptörténete sorolja fel. Ez a jelzés csupán a megfogalmazás eredetét és a szerzői jogokat jelzi, nem szolgál a cikkben szereplő információk forrásmegjelöléseként.